# Table des caractères Unicode/U1E000
Cette page contient des caractères spéciaux ou non latins. S’ils s’affichent mal (▯, ?, etc.), consultez la page d’aide Unicode.
Table des caractères Unicode U+1E000 à U+1E02F.

## Supplément glagolitique
Caractères utilisés pour l'Alphabet glagolitique.

### Table des caractères
| en fr   | 0 | 1 | 2 | 3 | 4 | 5 | 6 | 7 | 8 | 9 | A | B | C | D | E | F |
| ------- | - | - | - | - | - | - | - | - | - | - | - | - | - | - | - | - |
| U+1E000 | 𞀀  | 𞀁  | 𞀂  | 𞀃  | 𞀄  | 𞀅  | 𞀆  |   | 𞀈  | 𞀉  | 𞀊  | 𞀋  | 𞀌  | 𞀍  | 𞀎  | 𞀏  |
| U+1E010 | 𞀐  | 𞀑  | 𞀒  | 𞀓  | 𞀔  | 𞀕  | 𞀖  | 𞀗  | 𞀘  |   |   | 𞀛  | 𞀜  | 𞀝  | 𞀞  | 𞀟  |
| U+1E020 | 𞀠  | 𞀡  |   | 𞀣  | 𞀤  |   | 𞀦  | 𞀧  | 𞀨  | 𞀩  | 𞀪  |   |   |   |   |   |